# Horné Srnie
Horné Srnie (maďarsky Felsőszernye) je obec na Slovensku v okrese Trenčín. Žije v ní přibližně 2 700 obyvatel. První písemná zmínka o vesnici pochází z roku 1439. Ve vsi stojí římskokatolický kostel svatého Jana Nepomuckého z roku 1832. V katastrálním území obce leží přírodní památka Rajkovec. V minulosti byla součástí obce osada Sidonie, která je součástí České republiky.